# Droga wojewódzka 270
Die Droga wojewódzka 270 (DW 270) ist eine 51 Kilometer lange Droga wojewódzka (Woiwodschaftsstraße) in der polnischen Woiwodschaft Kujawien-Pommern und der Woiwodschaft Großpolen, die Koło mit Brześć Kujawski verbindet. Die Strecke liegt im Powiat Kolski und im Powiat Włocławski.

## Streckenverlauf
Woiwodschaft Kujawien-Pommern, Powiat Włocławski
-  Brześć Kujawski (Brest) (DK 62, DW 265, DW 268)
- Rzadka Wola
- Dobierzyn (Nahwalde)
- Lubraniec (Lubranitz, Lutbrandau, Ludbrantz)
- Kolonia Łódź
- Milżyn
- Pasieka
-  Izbica Kujawska (Mühlental) (DW 269)
- Swiętosławice

Woiwodschaft Großpolen, Powiat Kolski
- Brdów (Seestetten)
-  Bugaj (DW 263)
- Kiejsze (Kölsch)
- Podkiejsze (Niedereck)
- Sokołowo
- Wrząca Wielka (Wehlefronze)
- Czołowo
-  Koło (Kolo, Wartbrücken, Warthbrücken) (A 2, DK 92, DW 473)